# Macrophoma chenopodii
Macrophoma chenopodii är en svampart som beskrevs av Oudem. 1902. Macrophoma chenopodii ingår i släktet Macrophoma och familjen Botryosphaeriaceae.   Inga underarter finns listade i Catalogue of Life.